# مراقن
مراقن أو زاوية سيد محمد السالم هو أحد قصور بلدية أدرار بدائرة أدرار التابعة لولاية أدرار بالجنوب الغربي الجزائرين وتشتهر منطقة مراقن بتوفرها على نوعية جيدة من الملح الصخري.

## التاريخ
تم تأسيس زاوية سيدي محمد السالم بمراقن عام 1474 م (879/878 هـ) ليتم تأسيس بناء القصر من طرف اولاد مقصود الله عام 1495 م (901/900 هـ)، ثم إستقر اولاد ابن الحفيان سنة 1517 م (923/922 هـ) بمراقن قادمين من تونس.
1523 م (930/929 هـ) تم تأسيس واحة مراقن.

## السكان
.

## النشاط الفلاحي
يعمل أغلب سكان قصر مراقن في الفلاحة التي يغلب عليها غرس النخيل ويستعمل السكان تقنية الفقارة لتوفير المياه للسقي، نجد بمراقن خمس فقارات هي:

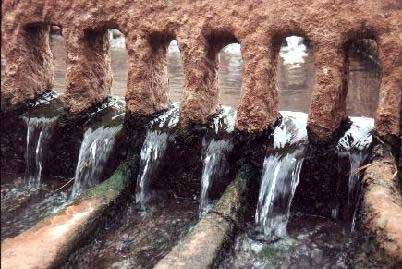
قصري لتقسيم ماء الفقارة

| إسم الفقارة      | عدد الآبار |
| ---------------- | ---------- |
| الزاوية الكبيرة  | 350        |
| بوزيدي           | 20         |
| المبروك (تمازور) | 80         |
| طيط              | 60         |
| توكي             | 600        |

## الأعلام
1. سيدي محمد السالم: وهو ولي صالح له ضريح بمراقن وتقام له زيارة سنوية.[3]